# Trabacellula
Trabacellula là một chi rêu trong họ Cephaloziaceae.